# Ансон
Ансо́н (кор. 안성시, 安城市, Anseong-si) — місто в провінції Кьонгідо, Південна Корея, за 80 км південніше Сеула. Поштові індекси міста 456010-456934 . Телефонний код +82 31

## Історія
З часів держави Сілла на місці Ансона було поселення Нехехоль. Ансон бул утворений 29 грудня 1913 року шляхом злиття трьох невеликих поселень. В 1998 році Ансону був привласнений статус міста («си»).

## Географія
Ансон розташований на півдні провінції Кьонгідо, на заході межує з містом Пхьонтхек, на північному сході — з Ічхоном, на півдні — з Чхонаном, на півночі — з Йоньїном. Ландшафт горбистий, найвища точка — гора Совунсан (547 м), інша висока гора — Чхарьонсан. Невисокі гори займають 52 % всієї території, що підчинається місту. Річкова система представлена невиликими річками Ансонган і Чхорьонган, що беруть початок в місцевих горах. Геологічно переважають тверді гранітні породи юрського періоду. На півночі міста — гнейс кембрійської епохи.
Клімат мало чим відрізняється від типового клімату Корейського півострова: розрізняють чотири яскраво виражені пори року. Зима відносно прохолодна і суха . Літо вологе і тепле. Середня температура серпня — 24-26°, середня температура січня 3-5°. Середньорічна кількість опадів (1990–1999 рр) склала 1315,7 мм.
Місцевість придатна для ведення сільського господарства: 32,5 % території, що входить в адміністративні кордони Ансона, використовується для ведення сільського господарства, в основному вирощуванні рису.

## Адміністративний поділ
Ансон адміністративно ділиться на 1 ип, 11 мьон і 3 тон (дон):
| Район        | Хангиль | Площа, км² | Населення, осіб | Внутрішній поділ   |
| ------------ | ------- | ---------- | --------------- | ------------------ |
| Кондоип      | 공도읍  | 31,94      | 43 425          | 11 рі              |
| Погемьон     | 보개면  | 53         | 6 667           | 19 рі              |
| Кимгванмьон  | 금광면  | 71,71      | 8 881           | 14 рі              |
| Соунмьон     | 서운면  | 36,27      | 4 507           | 14 рі              |
| Міянмьон     | 미양면  | 33,97      | 7 782           | 18 рі              |
| Тедокмьон    | 대덕면  | 30,93      | 9 906           | 14 рі              |
| Янсонмьон    | 양성면  | 53,16      | 5 704           | 18 рі              |
| Вонгокмьон   | 원곡면  | 37,79      | 5 364           | 8 рі               |
| Ільджукмьон  | 일죽면  | 55,54      | 9 134           | 19 рі              |
| Чуксанмьон   | 죽산면  | 57,29      | 4 041           | 10 рі              |
| Самджукмьон  | 삼죽면  | 39,03      | 1 947           | 10 рі              |
| Косаммьон    | 고삼면  | 27,8       | 1 076           | 7 рі               |
| Ансон-ільдон | 안성1동 | 6,50       | 14 589          | Входить в Ансондон |
| Ансон-ідон   | 안성2동 | 10,15      | 13 713          | Входить в Ансондон |
| Ансон-самдон | 안성3동 | 8,27       | 23 850          | Входить в Ансондон |

## Туризм і визначні пам'ятки
- Будистські храми Чильджанса[4], Сокнамса[5] і Чхонньонса. В 1989 році декілька картин з храму Чільджанса були включені в список Національних скарбів Кореї під номером 269. Крім того, у цих храмах зберігається величезна кількість інших пам'ятків старовини, наприклад, відомий бронзовий дзвін храму Чільджанса, відлитий в XVIII столітті,[6] двометрова стела храму Чхонньонса,[7] триповерхова кам'яна пагода в Чхонньонсі,[8] павільйон Теунджон в храмі Сокнамса.[9]
- Конфуціанське святилище Кьоньянса — було зведено в 1964 році. 10 числа третього місяця за місячним календарем тут проводиться весняна служба. В святилищі зберігаються літературні пам'ятники, написані відомими корейськими конфуціанськими проповідниками. В 1988 році це місце ввійшло в список фольклорного спадку Південної Кореї.[10]
- Монумент незалежності, збудований в 1919 році в честь борців за свободу від Японії.[11]
- Гори Соунсан и Чхильхьонсан — популярні місця для занять гірським туризмом. На каждой з цих гір, що знаходяться в межі міста прокладено декілька туристичних маршрутів.[12]

## Вища освіта
Вищі навчальні заклади Ансона включають:
- Ансонський Жіночий Політехнічний Коледж
- Голавна Баптистська Теологічна Семінарія
- Університет Чхонян (Ансонський кампус)
- Радіоелектронний Коледж Тонья
- Технічний Коледж Тувон
- Національний Університет Хангьон

## Символи
Ансон як і решта міст та повітів в Південній Кореї має ряд символів:
- Дерево: гінгко білоба — символізує безперервний ріст.
- Квітка: форзиція — символізує миролюбний характер жителів міста.
- Птах: сорока — символізує добрі наміри.
- Маскот: фольклорний персонаж Подогі.[14]